# 衛生福利部食品藥物管理署

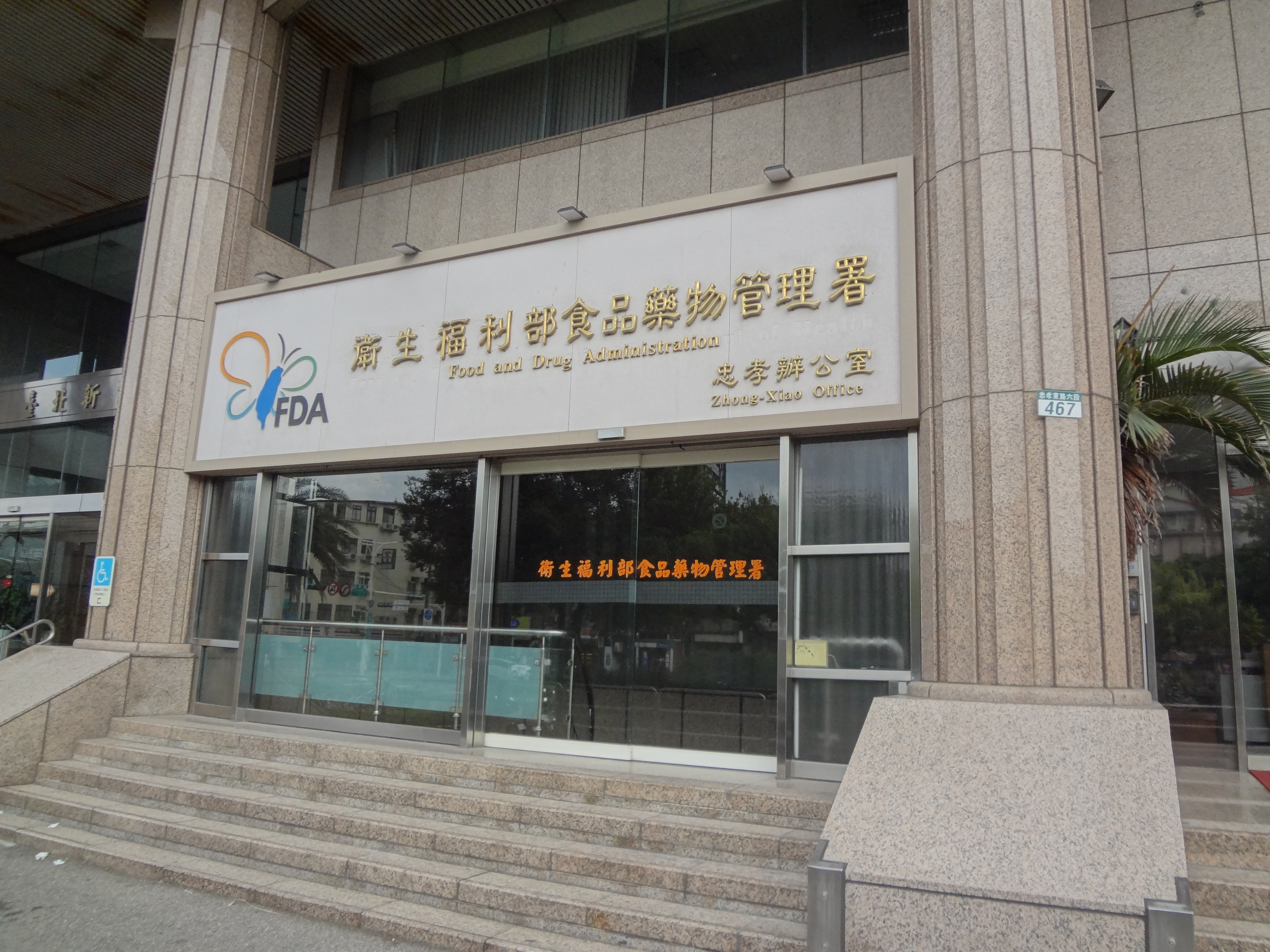
衛生福利部食品藥物管理署忠孝辦公室

衛生福利部食品藥物管理署（簡稱食藥署或TFDA），是中華民國衛生福利部所屬機關，成立於2010年1月1日，負責食品和藥品的管理監督工作。

## 歷史
- 2009年6月3日，總統令，制定公布《行政院衛生署食品藥物管理局組織法》。
- 2010年1月1日，《行政院衛生署食品藥物管理局組織法》施行，行政院衛生署食品衛生處、行政院衛生署藥政處、行政院衛生署藥物食品檢驗局、行政院衛生署管制藥品管理局合併成立「行政院衛生署食品藥物管理局」。
- 2013年1月1日，行政院衛生署食品藥物管理局以官方身份正式成為歐洲自由貿易協會發起的醫藥品稽查協約組織（英语：Pharmaceutical Inspection Convention and Pharmaceutical Inspection Co-operation Scheme）（縮寫「PIC/S」）第43個會員[3]。1月18日，行政院衛生署食品藥物管理局推出國產藥品認證標章，未來所有國產藥物都必須貼上PIC/S GMP標章才可上市[4]。6月19日，總統令，公布《衛生福利部食品藥物管理署組織法》[5]。7月23日，《衛生福利部食品藥物管理署組織法》施行，行政院衛生署食品藥物管理局改組為「衛生福利部食品藥物管理署」。
- 2014年10月3日，衛生福利部食品藥物管理署署長葉明功為餿水油事件負起政治責任，請辭；副署長姜郁美接任署長。[6][7]
- 2018年6月7日，衛生福利部食品藥物管理署以中華台北（英語：Chinese Taipei）名義加入國際醫藥法規協和會管理會員（英語：Regulatory Member）。[8][9][10]
- 2019年8月，衛生福利部食品藥物管理署於網路上公布中元節食品專案稽查結果，指台灣森永製菓製造之「森永牛奶糖」與「森永黑糖黑芝麻牛奶糖」的動物性成分檢驗結果均為陰性，沒驗出牛奶，涉嫌未添加奶製品，認定違規。但臺北市政府衛生局證實台灣森永製菓在配方及投料部分均有奶製品，確認森永牛奶糖含有牛奶；衛生福利部食品藥物管理署隨即更改稽查結果為合格，引發外界質疑。輔仁大學食品科學系名譽教授丘志威表示，衛生福利部食品藥物管理署把去氧核醣核酸（DNA）檢驗方式用來驗牛奶糖，是捨近求遠、好高騖遠、殺雞用牛刀，即使有效也是浪費高科技[11]。
- 2024年2月，食藥署通過申請加入國際藥政主管機關聯盟（International Coalition of Medicines Regulatory Authorities）成為準會員[12]。

## 歷任首長
| 任別                            | 姓名                            | 就職時間                        | 卸任時間                        | 備註                            |                                 |                                 |                                 |                                 |                                 |                                 |                                 |
| 行政院衛生署食品藥物管理局 局長 | 行政院衛生署食品藥物管理局 局長 | 行政院衛生署食品藥物管理局 局長 | 行政院衛生署食品藥物管理局 局長 | 行政院衛生署食品藥物管理局 局長 | 行政院衛生署食品藥物管理局 局長 | 行政院衛生署食品藥物管理局 局長 | 行政院衛生署食品藥物管理局 局長 | 行政院衛生署食品藥物管理局 局長 | 行政院衛生署食品藥物管理局 局長 | 行政院衛生署食品藥物管理局 局長 | 行政院衛生署食品藥物管理局 局長 |
| ------------------------------- | ------------------------------- | ------------------------------- | ------------------------------- | ------------------------------- | ------------------------------- | ------------------------------- | ------------------------------- | ------------------------------- | ------------------------------- | ------------------------------- | ------------------------------- |
| 1                               | 康照洲                          | 2010年1月1日                    | 2013年7月22日                   |                                 |                                 |                                 |                                 |                                 |                                 |                                 |                                 |
| 衛生福利部食品藥物管理署 署長   |                                 |                                 |                                 |                                 |                                 |                                 |                                 |                                 |                                 |                                 |                                 |
| 代理                            | 許銘能                          | 2013年7月23日                   | 2013年11月4日                   |                                 |                                 |                                 |                                 |                                 |                                 |                                 |                                 |
| 1                               | 葉明功                          | 2013年11月5日                   | 2014年10月3日                   |                                 |                                 |                                 |                                 |                                 |                                 |                                 |                                 |
| 2                               | 姜郁美                          | 2014年10月4日                   | 2017年1月15日                   |                                 |                                 |                                 |                                 |                                 |                                 |                                 |                                 |
| 代理                            | 吳秀英                          | 2017年1月16日                   | 2017年2月9日                    | 副署長代理                      |                                 |                                 |                                 |                                 |                                 |                                 |                                 |
| 3                               | 吳秀梅                          | 2017年2月10日                   | 2024年6月30日                   |                                 |                                 |                                 |                                 |                                 |                                 |                                 |                                 |
| 4                               | 莊聲宏                          | 2024年7月1日                    | 2025年1月15日                   | 屆齡退休                        |                                 |                                 |                                 |                                 |                                 |                                 |                                 |
| 代理                            | 林金富                          | 2025年1月16日                   | 2025年2月27日                   | 副署長代理                      |                                 |                                 |                                 |                                 |                                 |                                 |                                 |
| 5                               | 姜至剛                          | 2025年2月27日                   |                                 |                                 |                                 |                                 |                                 |                                 |                                 |                                 |                                 |

## 組織
- 署長一人，職務列簡任第十三職等
  - 副署長二人，職務列簡任第十二職等
    - 主任秘書，職務列簡任第十一職等

業務單位
- 企劃及科技管理組
- 食品組
- 藥品組
- 醫療器材及化粧品組
- 管制藥品組
- 研究檢驗組
- 品質監督管理組

區管中心
- 北區管理中心
- 中區管理中心
- 南區管理中心

行政單位
- 秘書室
- 人事室
- 政風室
- 主計室
- 資訊室

任務編組
- 管制藥品製藥工廠
- 食藥戰情中心

合作單位
- 財團法人醫藥品查驗中心
- 財團法人藥害救濟基金會

## 合作單位
- 食品工業研究中心
- 醫藥品查驗中心
- 藥害救濟基金會
- 醫藥工業技術發展中心
- 台灣電子檢驗中心
- 金屬工業研究發展中心
- 塑膠工業技術發展中心
- 工業技術研究院量測技術發展中心

### 引用
1. ↑  食品藥物管理署. . 衛生福利部. 2013-08-02  [2022-08-25]. （原始内容存档于2021-12-07） （中文（臺灣））.
2. ↑  財團法人醫藥品查驗中心. . 財團法人醫藥品查驗中心.   [2022-08-25]. （原始内容存档于2022-08-11） （中文（臺灣））.
3. ↑  台加入國際醫藥品稽查組織 （页面存档备份，存于），中時電子報，2012年12月19日
4. ↑  台國產藥標章出爐 認清PIC/S GMP有保障 （页面存档备份，存于），大紀元，2013年07月18日
5. ↑  衛生福利部食品藥物管理署組織法 （页面存档备份，存于）.全國法規資料庫.民國 102 年 06 月 19 日
6. ↑  謝佳珍，餿油案究責出爐 葉明功調職 （页面存档备份，存于），中央社，2014-10-03
7. ↑  .   [2014-10-09]. （原始内容存档于2014-10-06）.
8. ↑  . ICH association. 2018-06-22  [2018-07-01]. （原始内容存档于2019-07-22） （英语）.
9. ↑  施芝吟. . 大紀元時報. 2018-06-07  [2018-07-01]. （原始内容存档于2020-10-19） （中文（臺灣））.
10. ↑  . 衛生福利部食品藥物管理署. 2018-06-07  [2018-07-01]. （原始内容存档于2019-07-24） （中文（臺灣））.
11. ↑  陳鈞凱. . 匯流新聞網. 2019-08-15  [2023-04-01]. （原始内容存档于2023-04-01）.
12. ↑  . 菱傳媒. 2024-02-21  [2024-02-23]. （原始内容存档于2024-03-01）.
13. ↑  署長介紹 （页面存档备份，存于）.衛生福利部食品藥物管理署.2017-02-10
14. ↑  業務介紹 （页面存档备份，存于）.衛生福利部食品藥物管理署.2010-01-15

## 外部連結
- 衛生福利部食品藥物管理署 （页面存档备份，存于）（繁體中文）（英文）
- 食用玩家的Facebook專頁
- 睡睡平安的Facebook專頁
- TFDA化粧品安全使用的Facebook專頁
- 守護厝邊頭尾 安全用藥的Facebook專頁